# کیسی کرنر (کالیفرنیا)
کِیسی کُرنِر یک محدوده ثبت‌نشده در شهرستان نوادا و ایالت کالیفرنیا می‌باشد. این منطقه در ارتفاع ۴۳۲ متری از سطح دریا واقع شده‌است. این منطقه، تنها دارای ۳ فروشگاه (که یکی از آنها فروشگاه گلدان است)، و یک کلیسا می‌باشد. کل مساحت این منطقه، کوچکتر از یک بلوک شهری است.